# البنفسج الأحمر (مسلسل)
البنفسج الأحمر هو مسلسل تلفزيوني عراقي عرض في عام 2015.

## الممثلون
- مناضل داود
- باسل شبيب
- مناف طالب
- آسيا كمال
- كريم محسن
- إياد الطائي
- زهور علاء
- شاهندة
- أحمد طعمة التميمي
- ستار خضير